# Wysieradz
Wysieradz [pronunciación en polaco: /vɨˈɕɛrat͡s/] es un pueblo ubicado en el distrito administrativo de Gmina Pabianice, dentro del condado de Pabianice, Voivodato de Łódź, en el centro de Polonia. Se encuentra a unos 12 kilómetros al noroeste de Pabianice y a 19 kilómetros suroeste de la capital regional Łódź.
El pueblo tiene una población de 40 habitantes.